# Stratovarius (àlbum)
Stratovarius és l’onzè àlbum d’estudi de la banda finlandesa de power metal Stratovarius, anomenat de forma homònima i publicat el 5 de setembre de 2005 a través de la discogràfica Sanctuary Records. L'àlbum va arribar al número 4 de la llista de vendes d'àlbums de Finlàndia, així com assolint el top 100 en les llistes de sis països més." Maniac Dance " va ser llençat com a single, aconseguint el número 4 a la llista de vendes de singles de Finlàndia i va entrar dins del top 100 en les llistes d'altres tres països.
És l’últim àlbum que compta amb la formació més longeva de la banda, que havia no havia patit cap canvi des del seu cinquè àlbum Episode (1996), ja que el baixista Jari Kainulainen deixaria Stratovarius aquell mateix any sense arribar a fer cap concert de la gira promocional, i més tard, el guitarrista i líder de la banda Timo Tolkki abandonaria la banda el 2008.

## Context de la banda i l'àlbum
El llançament de Stratovarius es va produir després d'un període molt convuls per a la banda al llarg de tot el 2004, any en què la banda es va separar breument, i en el que posteriorment el guitarrista Timo Tolkki va patir una crisi d'ansietat i va ser ingressat en un centre hospitalari. Després d'un parèntesi d'un any, la banda es va reunir el 2005 per gravar l'àlbum i van iniciar una gira mundial, tocant per primera vegada als Estats Units i al Canadà.
Estilísticament, l'àlbum mostra una notable canvi des del so de power metal simfònic dels discos anteriors cap a un estil més lent i enfocat al hard rock, en el que desapareixen les batalles de solos neoclàssics entre Timo Tolkki i Jens Johansson i els habituals patrons de doble bombo del baterista Jörg Michael. El cantant Timo Kotipelto, també, intenta un enfocament vocal diferent respecte l'estil anterior de la banda, principalment evitant el seu registre vocal més agut. En diverses ocasions, Tolkki va declarar que no estava satisfet amb el resultat final de l'àlbum a causa que estava massa allunyat del veritable estil de la banda.

## Llista de cançons
| Núm.          | Títol                               | Lletra                 | Música        | Durada |
| ------------- | ----------------------------------- | ---------------------- | ------------- | ------ |
| 1.            | «Maniac Dance»                      | Timo Tolkki            | Tolkki        | 4:35   |
| 2.            | «Fight!!!»                          | Tolkki                 | Tolkki        | 4:03   |
| 3.            | «Just Carry On»                     | Timo Kotipelto         | Tolkki        | 5:28   |
| 4.            | «Back to Madness»                   | Tolkki                 | Tolkki        | 7:42   |
| 5.            | «Gypsy in Me»                       | Kotipelto              | Tolkki        | 4:27   |
| 6.            | «Götterdämmerung (Zenith of Power)» | Tolkki                 | Tolkki        | 7:12   |
| 7.            | «The Land of Ice and Snow»          | Tolkki                 | Tolkki        | 3:04   |
| 8.            | «Leave the Tribe»                   | Tolkki, Jens Johansson | Tolkki        | 5:42   |
| 9.            | «United»                            | Tolkki                 | Tolkki        | 7:04   |
| Durada total: | Durada total:                       | Durada total:          | Durada total: | 49:17  |

## Crèdits
- Timo Kotipelto – Veu principal
- Timo Tolkki – Guitarra, enginyer de so, mescla, productor
- Jens Johansson – Teclats, arranjament orquestral (pista 7)
- Jörg Michael – Bateria
- Jari Kainulainen – Baix elèctric

- Max Lilja – cello (pista 4)
- Petri Bäckström – Tenor (pista 4)
- Marko Vaara – Veus de suport
- Kimmo Blom – Veus de suport
- Pasi Rantanen – Veus de suport
- Anssi Stenberg – Veus de suport
- "Starbuck" – Veu parlada (pista 4)
- Mikko Oinonen – Enginyer de so (bateria)
- Svante Forsbäck – Masterització

## Llista de vendes

### Àlbum
| Curs | Gràfic                                 | Posició |
| ---- | -------------------------------------- | ------- |
| 2005 | Llista de vendes d'àlbums de Finlàndia | 4       |
| 2005 | Llista de vendes d'àlbums de Suècia    | 37      |
| 2005 | Llista de vendes d'àlbums d'Itàlia     | 52      |
| 2005 | Llista de vendes d'àlbums d'Alemanya   | 58      |
| 2005 | Llista de vendes d'àlbums de França    | 88      |
| 2005 | Llista de vendes d'àlbums de Suïssa    | 92      |
| 2005 | Llista de vendes d'àlbums d'Espanya    | 93      |

### Singles
| Any  | Títol          | Gràfic                                   | Posició |
| ---- | -------------- | ---------------------------------------- | ------- |
| 2005 | "Maniac Dance" | Llista de vendes de singles de Finlàndia | 4       |
| 2005 | "Maniac Dance" | Llista de vendes de singles d'Espanya    | 17      |
| 2005 | "Maniac Dance" | Llista de vendes de singles de Suïssa    | 82      |
| 2005 | "Maniac Dance" | Llista de vendes de singles d'Alemanya   | 93      |